# Campionato mondiale maschile di pallacanestro Under-19 1995
Il 5º Campionato mondiale maschile di pallacanestro Under-19 (noto anche come 1995 FIBA Under-19 World Championship) si è svolto in Grecia, a Salonicco, Larissa, Patrasso, Lamia e Atene, dal 12 al 22 luglio 1995.

## Squadre partecipanti
- Angola
- Argentina
- Australia
- Cina
- Corea del Sud
- Croazia
- Francia
- Grecia

- Giordania
- Italia
- Lituania
- Nigeria
- Spagna
- Stati Uniti
- Porto Rico
- Venezuela

## Classifica finale
| Campione del Mondo | Campione del Mondo | Campione del Mondo | Campione del Mondo |
| --- | ------------------ | --- | ------------------ |
| Grecia under 194 Papadatos, 5 Tsirigōtakīs, 6 Mparlas, 7 Papanikolaou, 8 Kalaitzīs, 9 Chatzīs, 10 Kamariōtīs, 11 Soulīs, 12 Despos, 13 Karagkoutīs, 14 Rentzias, 15 Kakiouzīs, All. - |                    | |                    |
| Argento | Australia          | Australia under 194 Nash, 5 McKinnon, 6 Mackinnon, 7 Saville, 8 Shanahan, 9 Dwight, 10 McGregor, 11 Drmic, 12 Mirich, 13 Trahair, 14 McAndrew, 15 Doherty, All. -                                     |                    |
| Bronzo | Spagna             | Spagna under 194 Rueda, 5 Larragán, 6 Jiménez, 7 Quesada, 8 Guillén, 9 Cazorla, 10 Ayuso, 11 Junyent, 12 Vidaurreta, 13 Mons, 14 de la Fuente, 15 Iturbe, All. -                                      |                    |
| 4. | Croazia            | Croazia under 194 Ružić, 5 Punda, 6 Giriček, 7 Perinčić, 8 Sesar, 9 Anzulović, 10 Vujić, 11 Prskalo, 12 Novosel, 13 Miliša, 14 Zemljić, 15 Nicević, All. -                                            |                    |
| 5. | Lituania           | Lituania under 194 V. Kaukėnas, 5 Lydeka, 6 R. Kaukėnas, 7 Kovaliukas, 8 Jaruševičius, 9 Raziulis, 10 Marčiulionis, 11 Kazlauskas, 12 Karlikanovas, 13 Jasikevičius, 14 Šeštokas, 15 Jurkūnas, All. - |                    |
| 6. | Argentina          | Argentina under 194 Scola, 5 Fernández, 6 Olivares, 7 Sánchez, 8 Victoriano, 9 Budding, 10 Davico, 11 Gutiérrez, 12 Cisneros, 13 Barrios, 14 Palladino, 15 Riofrío, All. -                            |                    |
| 7. | Stati Uniti        | Stati Uniti under 194 Wojciechowski, 5 Marbury, 6 Langdon, 7 Carter, 8 Miller, 9 Fowlkes, 10 Maddox, 11 Sanford, 12 Walker, 13 Domzalski, 14 Young, 15 White, All. Kelvin Sampson                     |                    |
| 8. | Francia            | Francia under 194 Kraidy, 5 Braun, 6 Pons, 7 Gomis, 8 Grétouce, 9 Moïso, 10 Dubos, 11 Masingue, 12 Weis, 13 Laure, 14 Toffin, 15 Zadro, All. -                                                        |                    |
| 9. | Cina               | Cina under 194 Jin, 5 Li Q., 6 Yu, 7 Zhang T., 8 Song, 9 Tao, 11 Li N., 12 Hu, 13 Zhu, 14 Wang, 15 Zhang W., All. -                                                                                   |                    |
| 10. | Porto Rico         | Porto Rico under 194 Llanos, 5 Hatton, 6 Burgos, 7 Ortiz, 8 Colón, 9 García, 10 Quiñones, 11 Nieves, 12 Allende, 13 Rodríguez, 14 Fajardo, 15 Látimer, All. -                                         |                    |
| 11. | Nigeria            | Nigeria under 194 Aniebonam, 5 Madagwa, 6 Samuel, 7 Suobo, 8 Mohammed, 9 Usman, 10 Paul, 11 Luga, 12 Udezue, 13 Fakeye, 14 Aliyu, 15 Abdulsalam, All. -                                               |                    |
| 12. | Venezuela          | Venezuela under 194 Saavedra, 5 González, 6 Mijares, 7 Arteaga, 8 Carabalí, 9 Amundaray, 10 Guevara, 11 Grant, 12 Rausseo, 13 Osorio, 14 Oliveros, 15 Mata, All. -                                    |                    |
| 13. | Italia             | Italia under 194 Rombaldoni, 5 Bulleri, 6 Benini, 7 Causin, 8 Righetti, 9 Lamma, 10 Gironi, 11 Farioli, 12 Barbieri, 13 Agostini, 14 Maggioli, 15 Gigena, All. -                                      |                    |
| 14. | Angola             | Angola under 194 Binge, 5 Cunga, 6 Mendes, 7 Neto, 8 Casimiro, 9 Celestino, 10 Calei, 11 Caetano, 12 Santos, 13 Guimarães, 14 Almeida, 15 Kialunda, All. -                                            |                    |
| 15. | Corea del Sud      | Corea del Sud under 194 Hwang, 5 Lee U., 6 Im, 7 Kim J., 8 Choe, 9 Jo S., 10 Jo U., 11 Kim S., 12 Song, 13 Lee G., 14 Jang, 15 Jeong, All. Lee Jang-hak                                               |                    |
| 16. | Giordania          | Giordania under 194 Ghneim, 5 Saqqa, 6 Naghug, 7 Ghosheh, 8 Samara, 9 Lada', 10 Zoumot, 11 Emsieh, 12 Nino, 13 Alkhas, 14 Odeh, 15 Shaban, All. -                                                     |                    |